# Orbitestella aequicostata
Orbitestella aequicostata is een slakkensoort uit de familie van de Orbitestellidae. De wetenschappelijke naam van de soort is voor het eerst geldig gepubliceerd in 2002 door Raines.